# Egerländer Fachwerkhaus

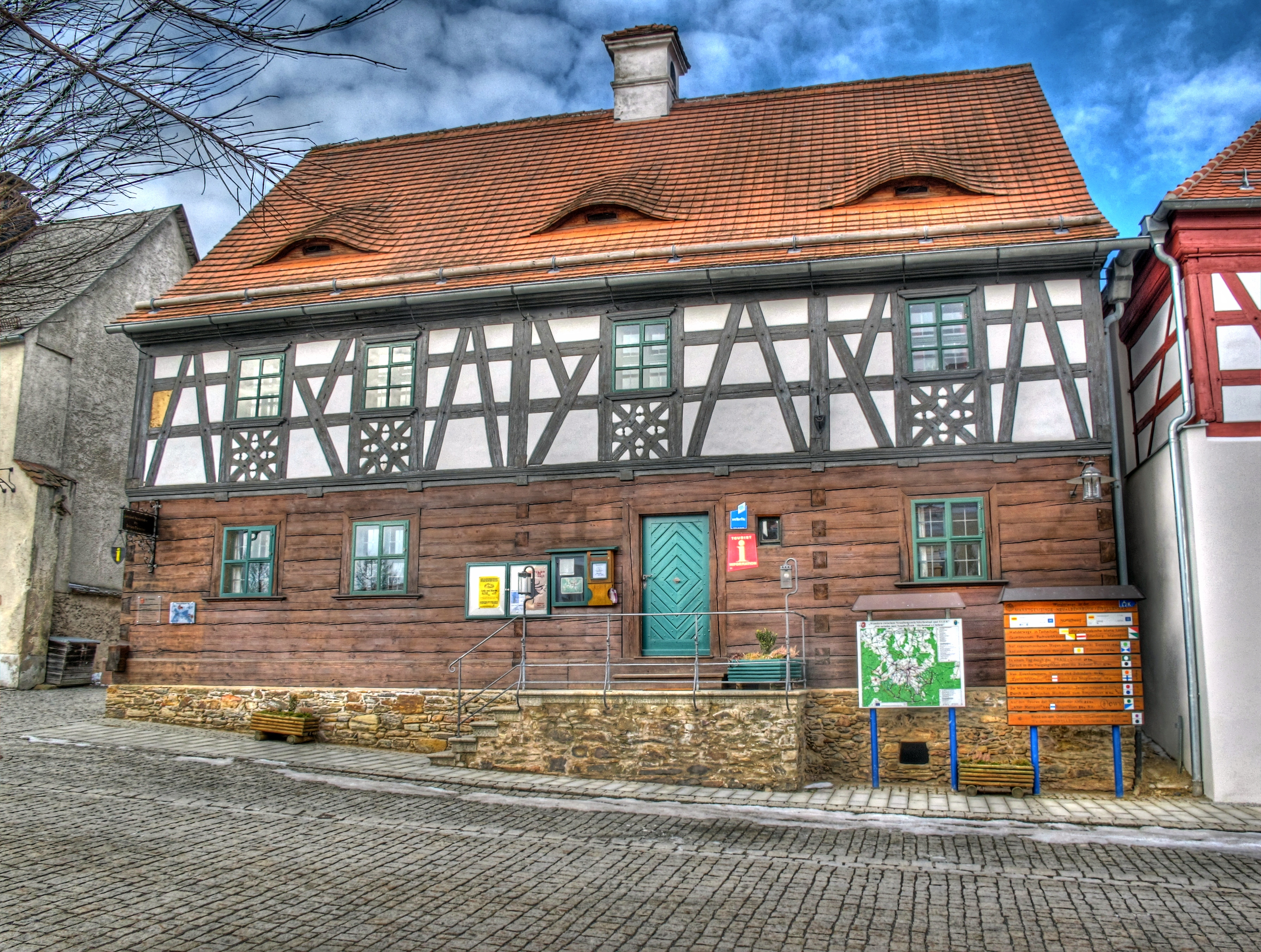
Fachwerkhaus in Bad Neualbenreuth

Das Egerländer Fachwerkhaus hat seine Verbreitung im Landkreis Tirschenreuth in Bad Neualbenreuth sowie in den in der Nähe liegenden Ortschaften Motzersreuth, Schachten, Ottengrün, Ernestgrün, Altmugl, Maiersreuth, Hatzenreuth, Querenbach, Egerteich, Mähring usw. Jenseits der Landesgrenze auf tschechischer Seite findet man ebenfalls noch einige dieser Fachwerkhäuser in den Ortschaften rund um die Stadt Eger (jetzt Cheb). Besonders schöne Gebäude stehen in dem kleinen Dorf Taubrath (tschechisch Doubrava).
Es waren vermutlich die gleichen Zimmerleute, die diesseits und jenseits der bayerisch-böhmischen Grenze diese Fachwerkkonstruktionen schufen. Schon von jeher hatte die Bevölkerung rund um Bad Neualbenreuth enge Beziehungen zum Egerland. Es bestand immer ein reger Grenzverkehr, was sich auch an der Gerichtsbarkeit ablesen lässt, die vom 16. bis ins 19. Jahrhundert herein alljährlich zwischen dem Stift Waldsassen und der Stadt Eger (tschechisch Cheb) wechselte. 
In Miltigau (Milíkov) ist ein kleines Museum zu der Landwirtschaft und Bauweise des 19. Jahrhunderts in einem Fachwerkhaus untergebracht und ist ein gutes Beispiel Egerländer Fachwerks.

## Unterscheidungsmerkmale
Das Fachwerk dieser Region zeichnet sich durch eine eigenartige, üppige Rautenmusterung aus, die nur wenig Zwischenraum frei lässt. Während beim fränkischen Fachwerk meist das ganze Gebäude aus Fachwerk besteht oder auf ein gemauertes Erdgeschoss ein Fachwerkgiebel aufgesetzt ist, entstand der Unterbau des Egerländer Fachwerkhauses meist in Blockbauweise.

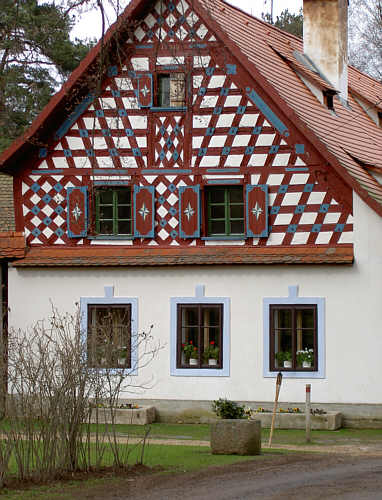
Fachwerkhaus in Doubrava (deutsch: Taubrath)
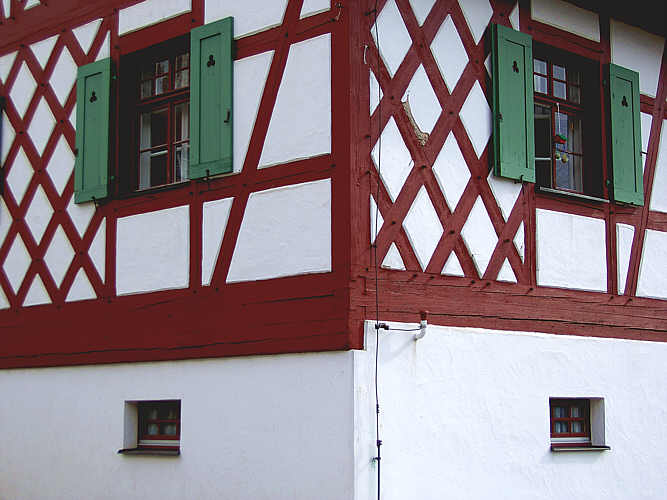
Fachwerkhaus in Bad Neualbenreuth
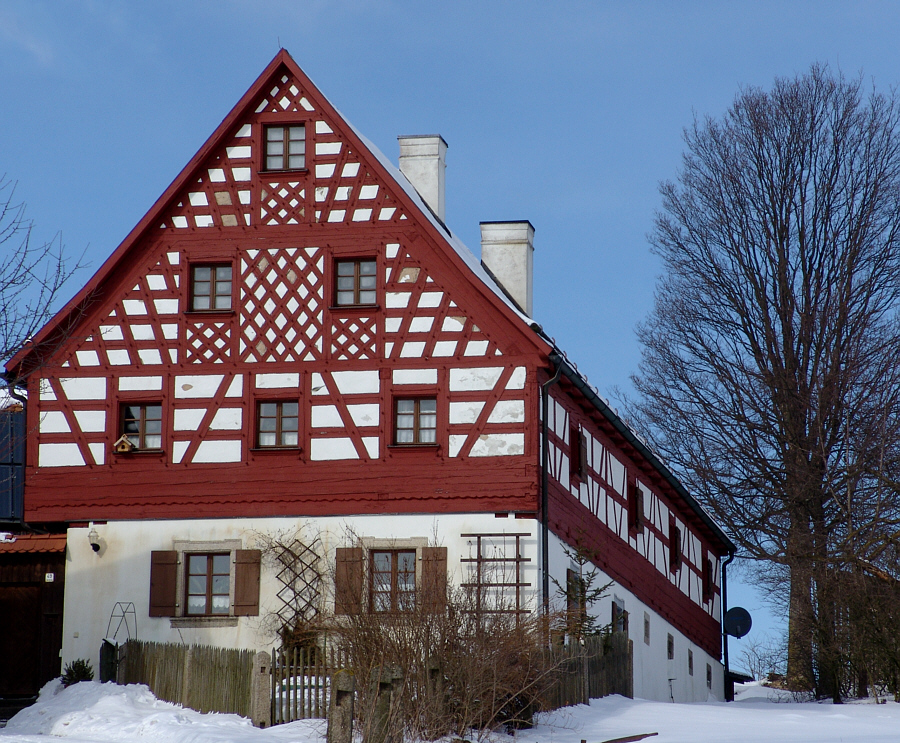
Egerländer-Fachwerkhaus in Bad Neualbenreuth
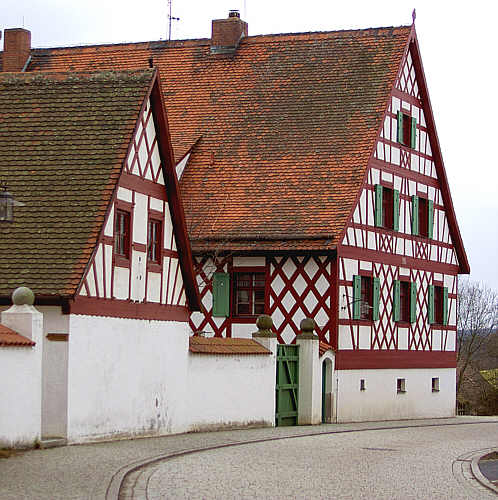
Fachwerkhaus in Bad Neualbenreuth
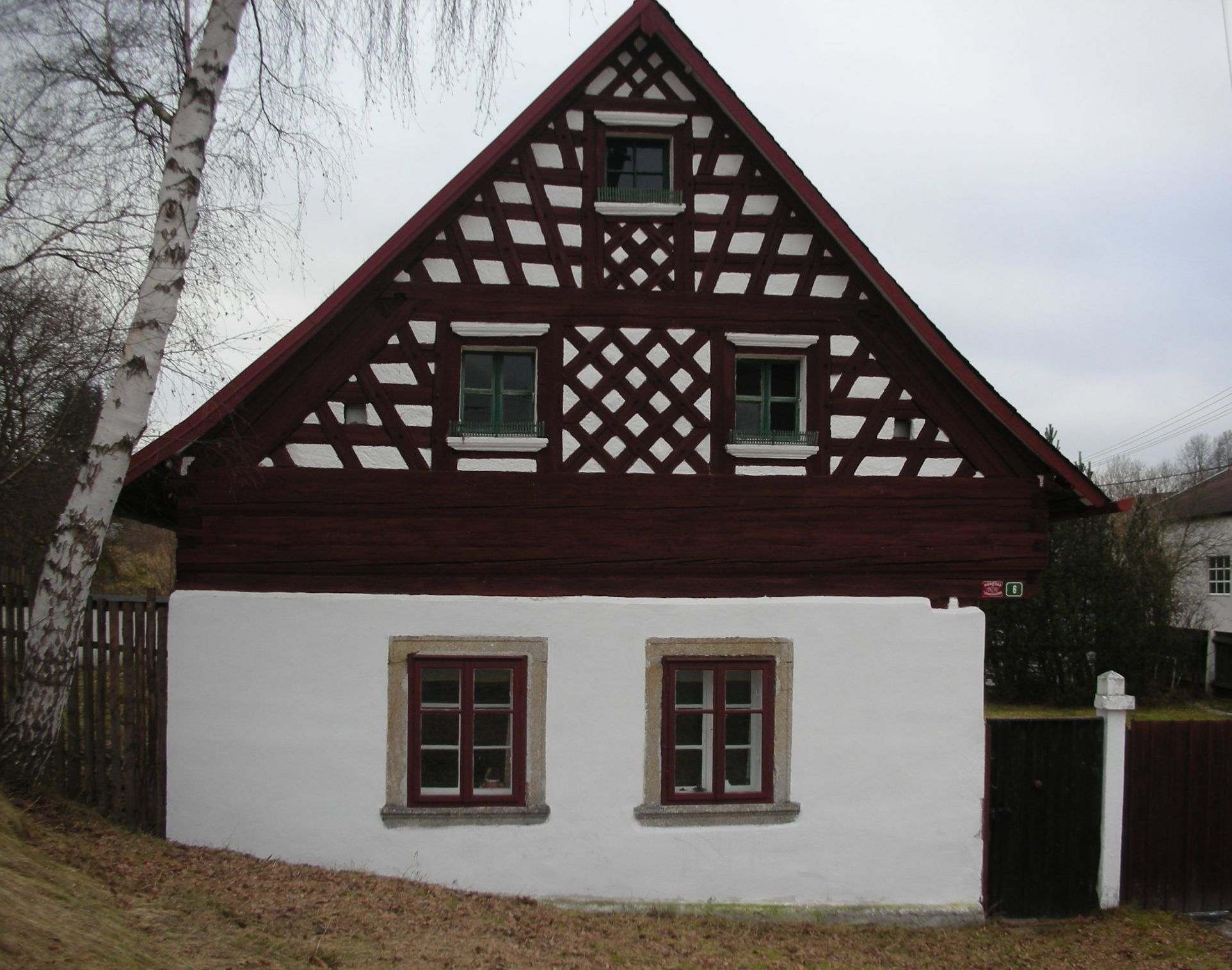
Fachwerkgiebel in Skalná (deutsch: Wildstein)
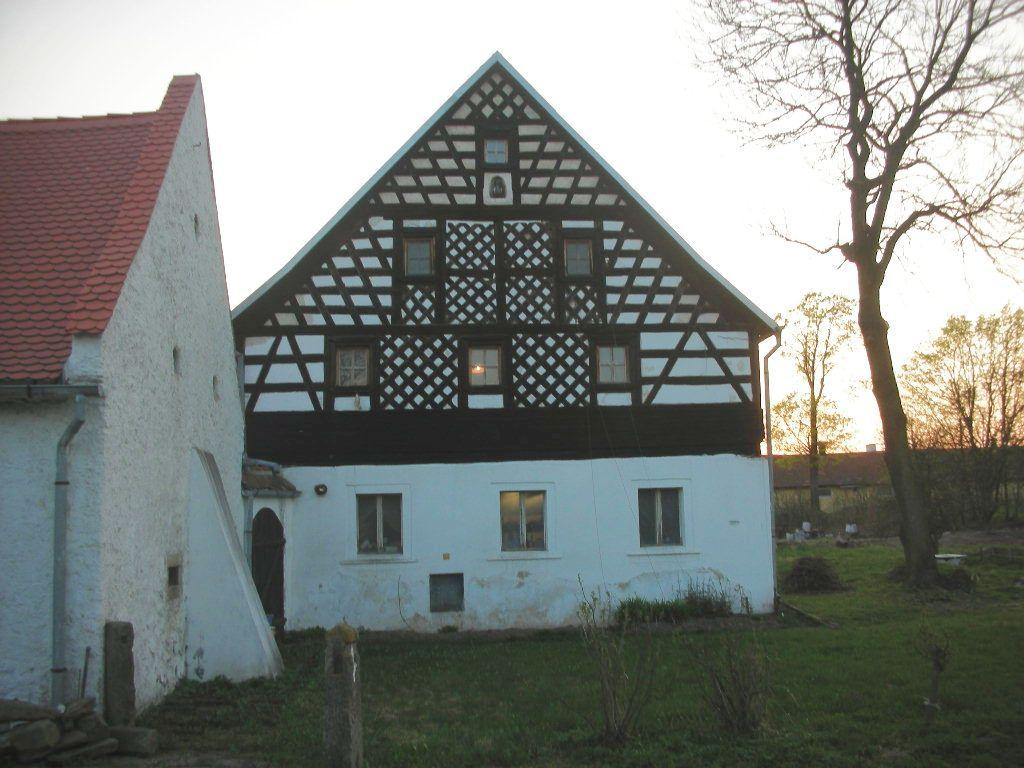
Fachwerkhaus in Nový Drahov (in der Nähe des Sooser Moors)
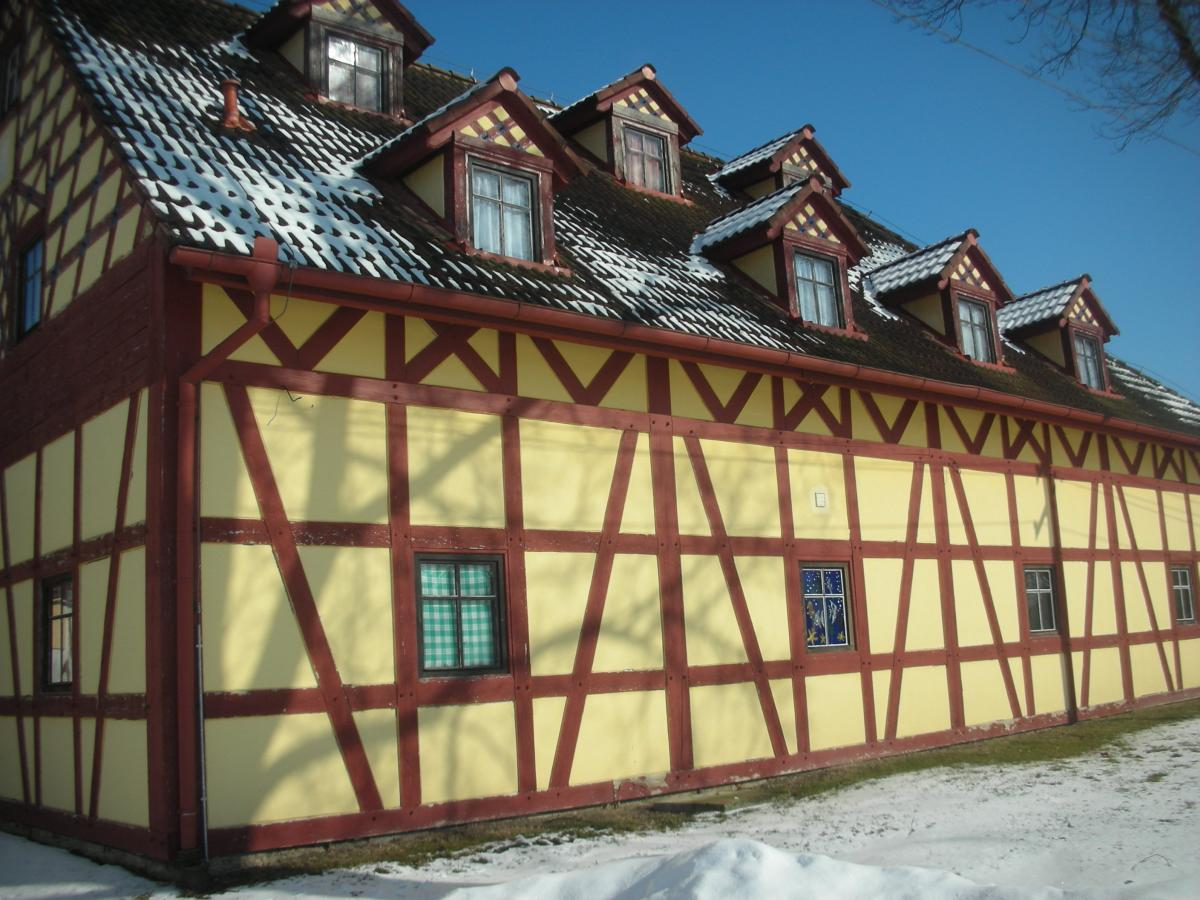
Fachwerkhaus in Nový Drahov
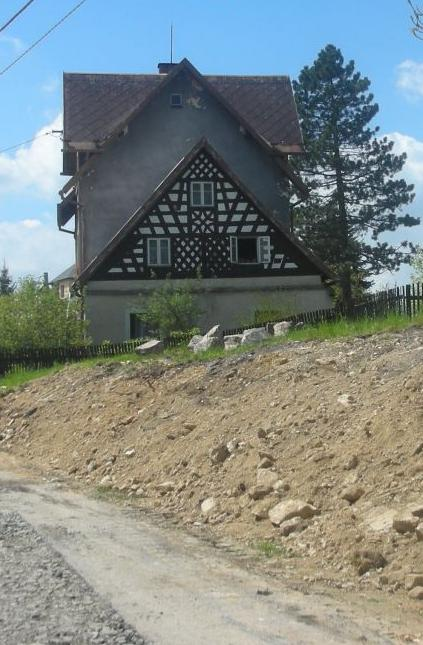
Giebel in Plesná
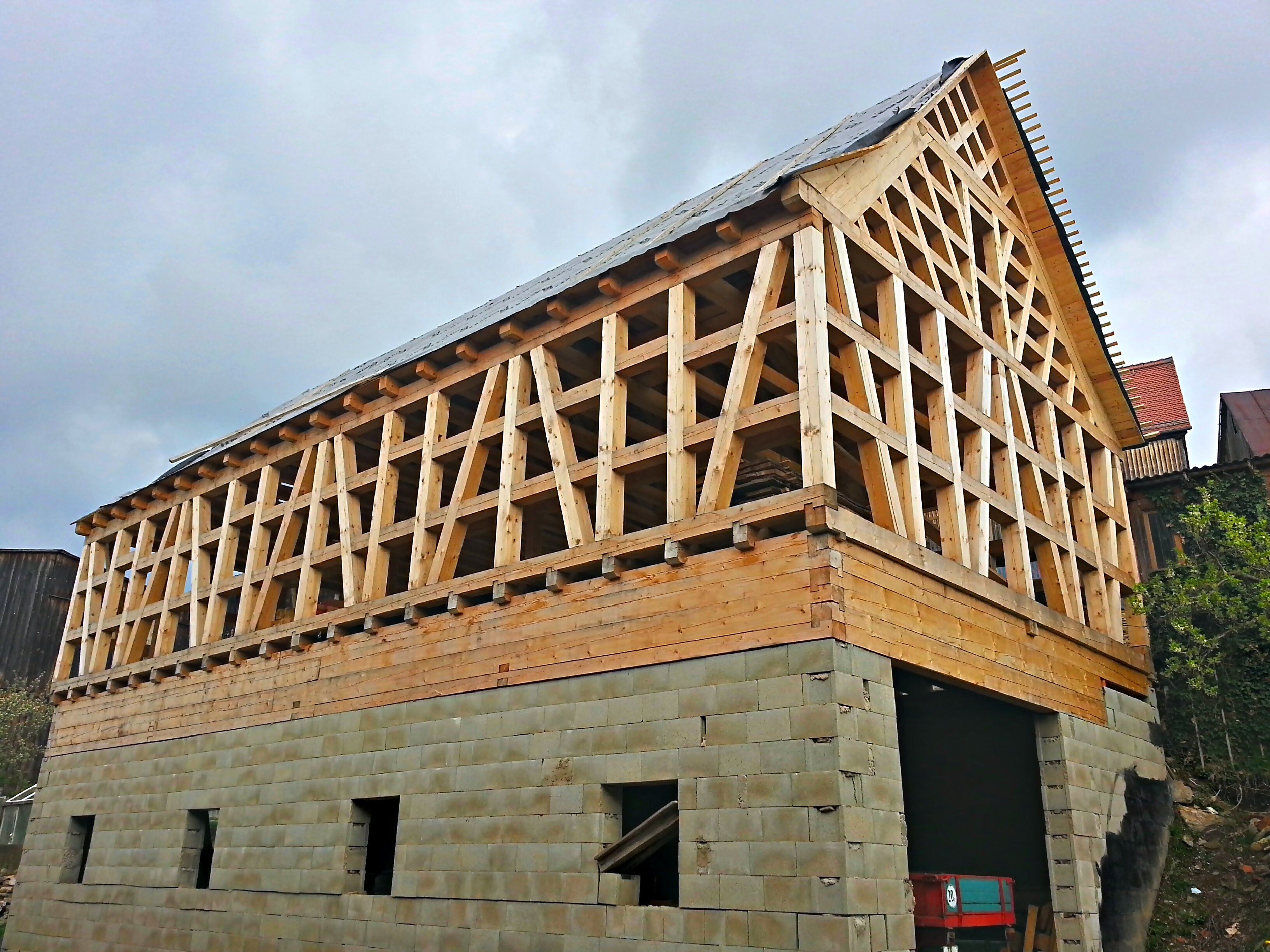
Rohbau eines Egerländer Fachwerkhauses in Neualbenreuth, Landkreis Tirschenreuth